# Claude-Prosper Jolyot de Crébillon
Claude-Prosper Jolyot de Crébillon (Paris, 14 de fevereiro de 1707 – 12 de abril de 1777), escritor, cantor, filho de Prosper Jolyot de Crébillon.